# Arevis
Arevis là một đô thị thuộc tỉnh Syunik, Armenia. Dân số ước tính năm 2011 là 71 người.

## Gallery

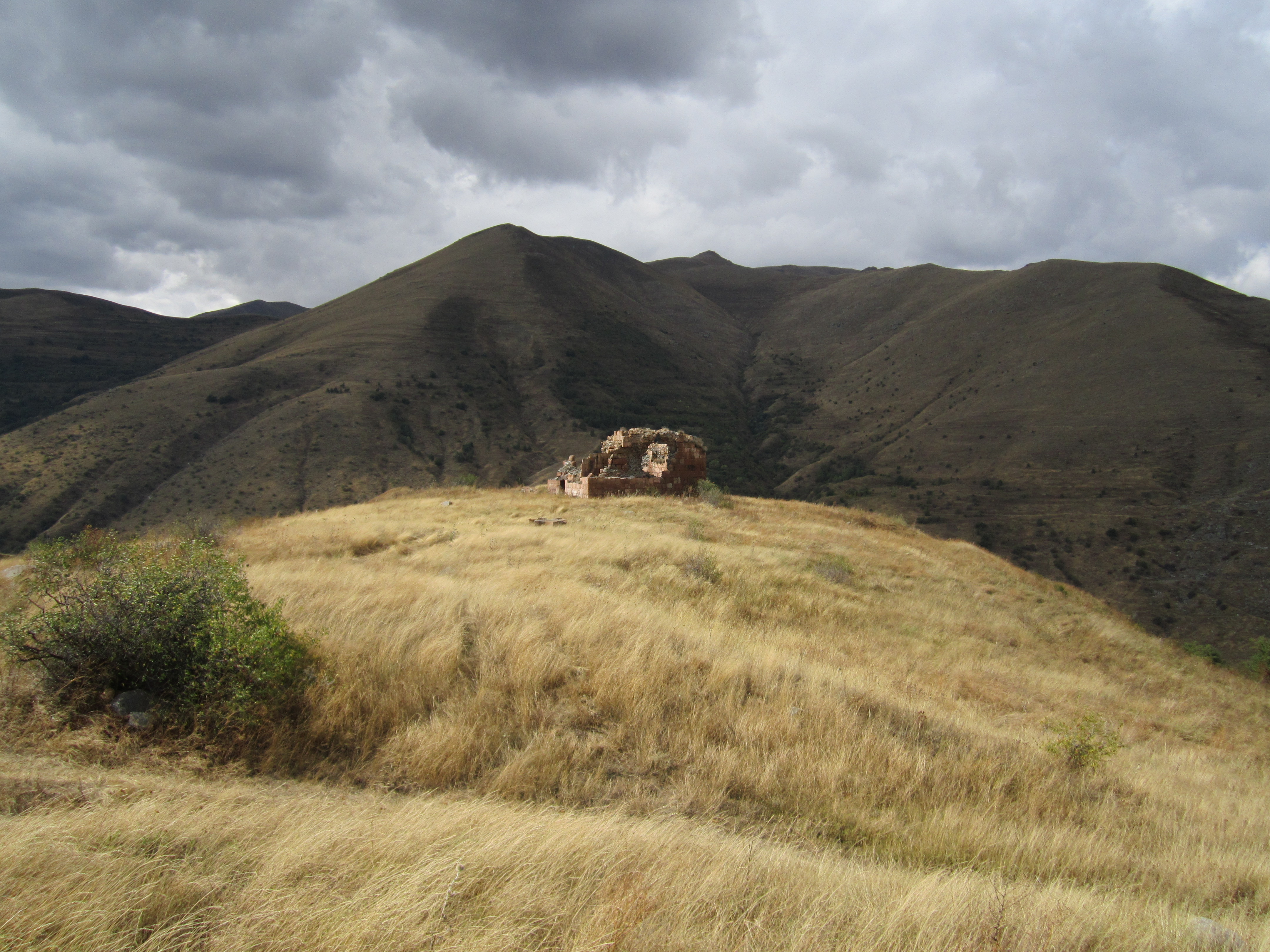
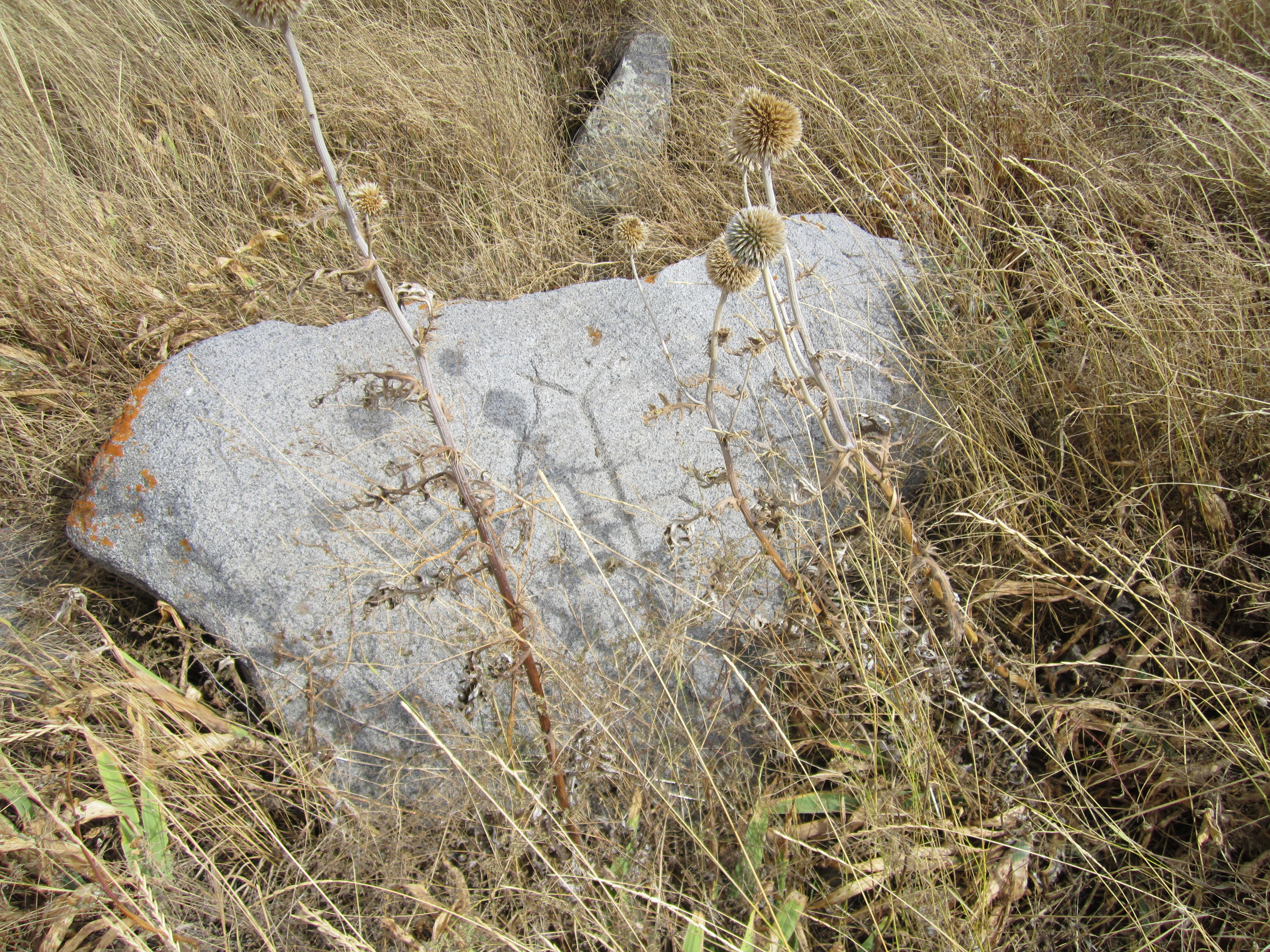
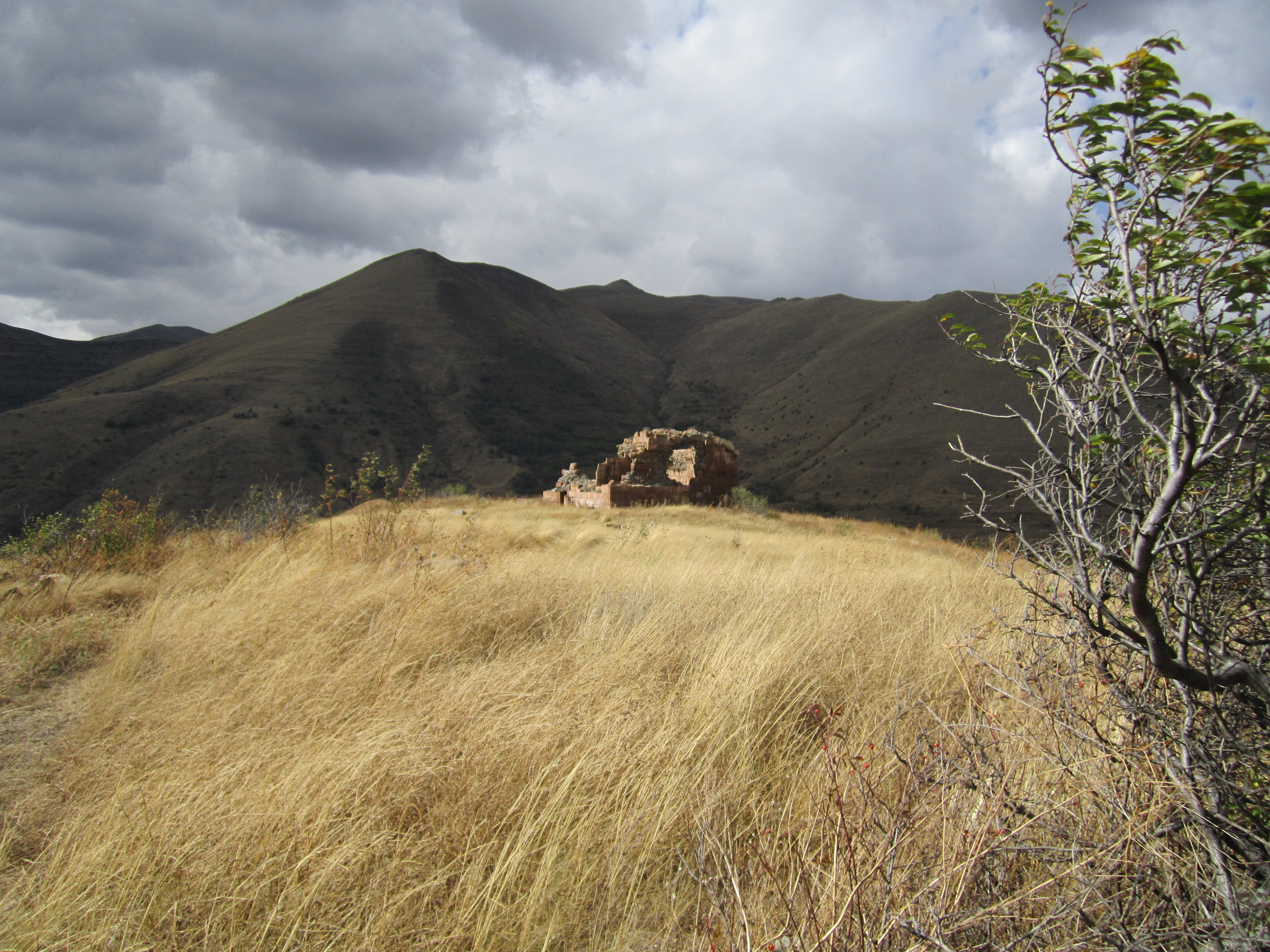
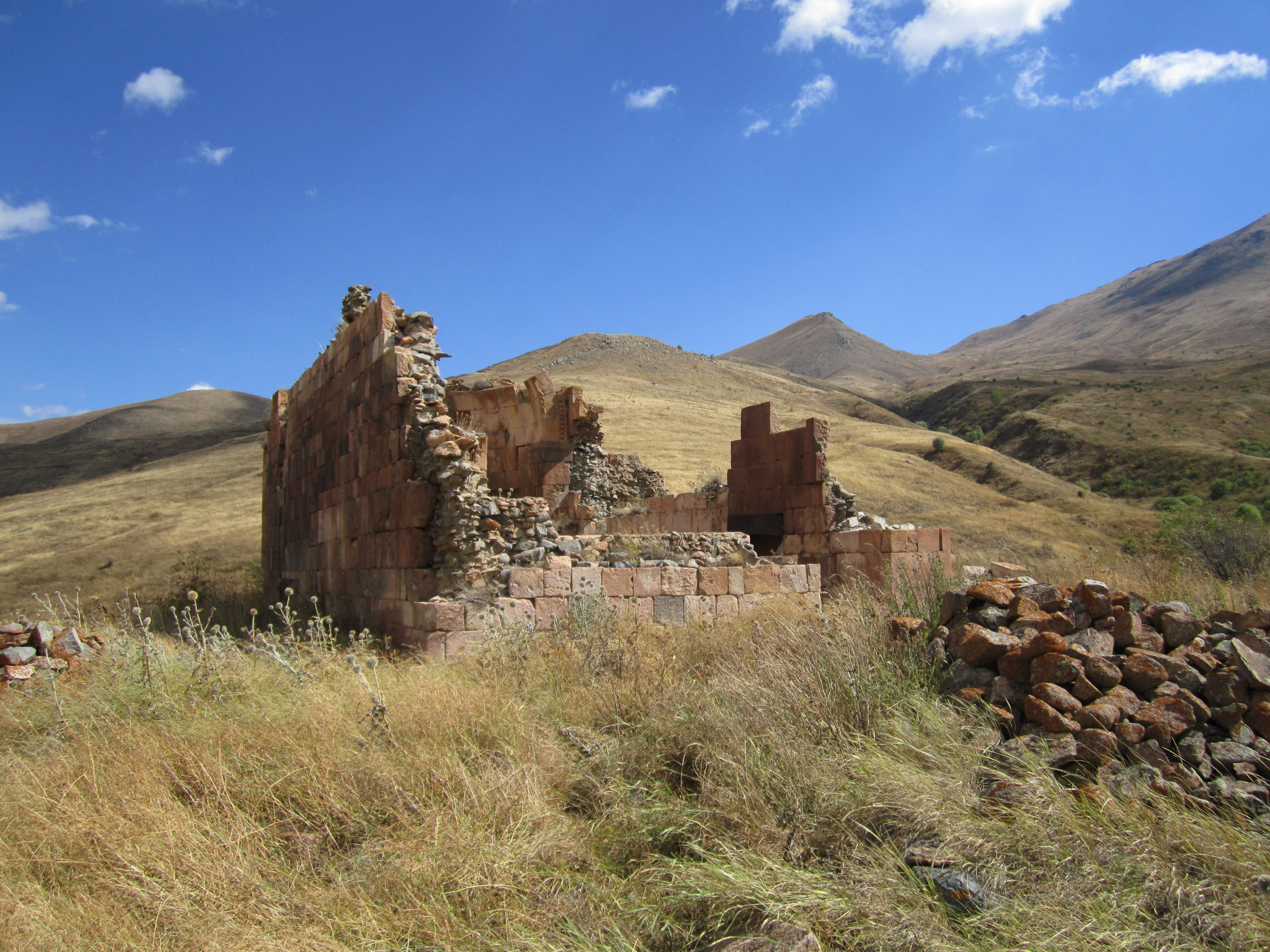
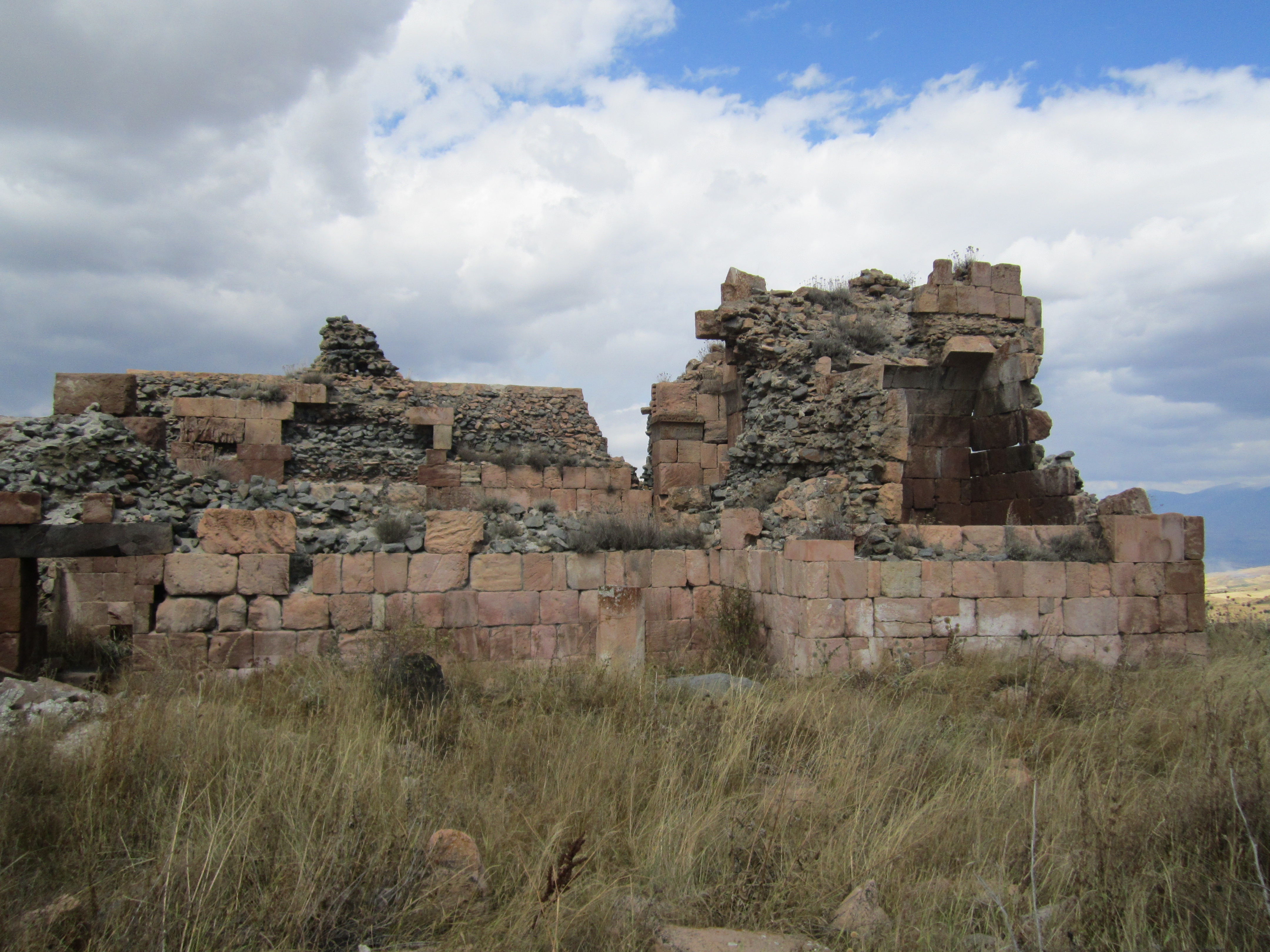
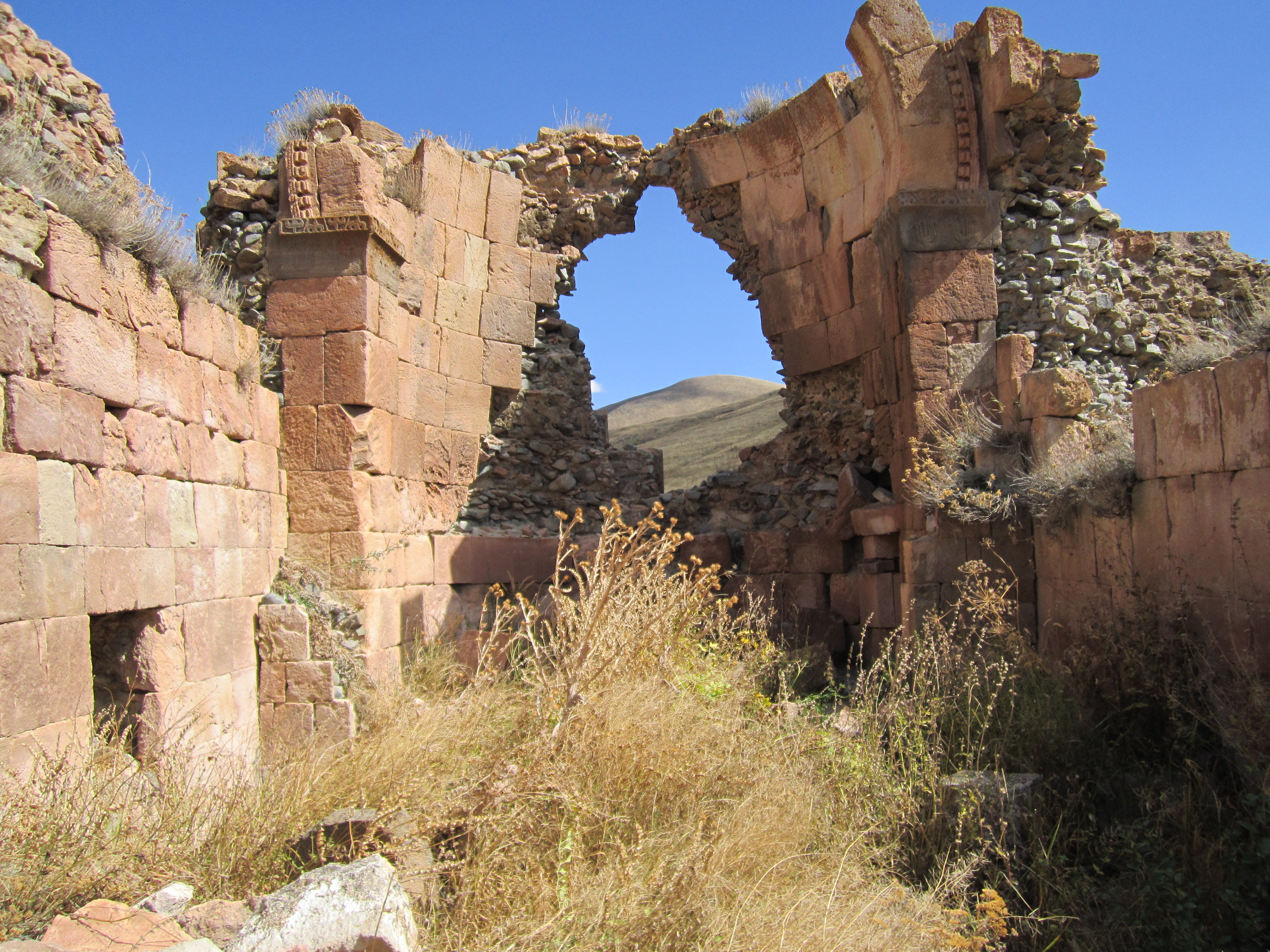
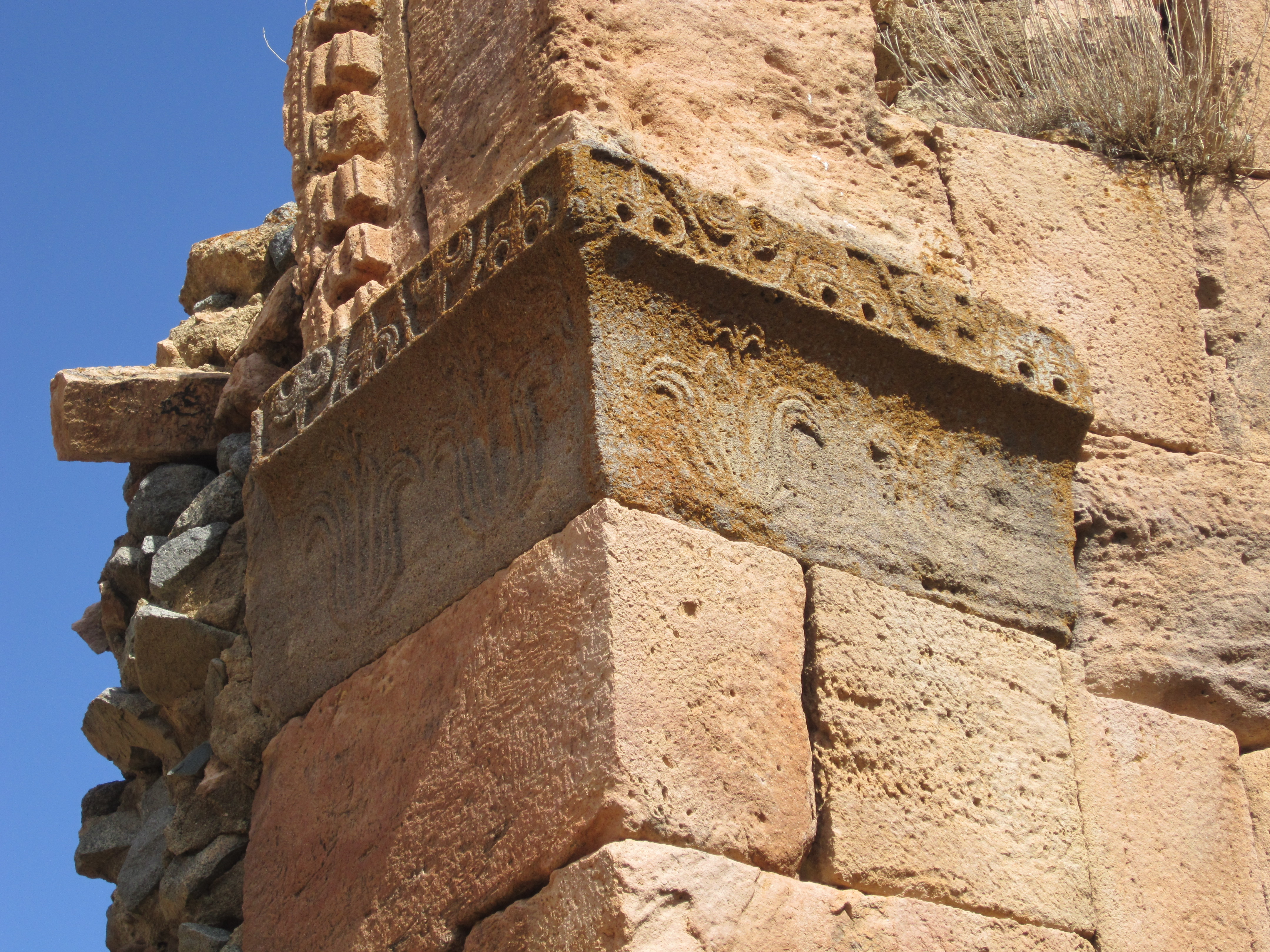
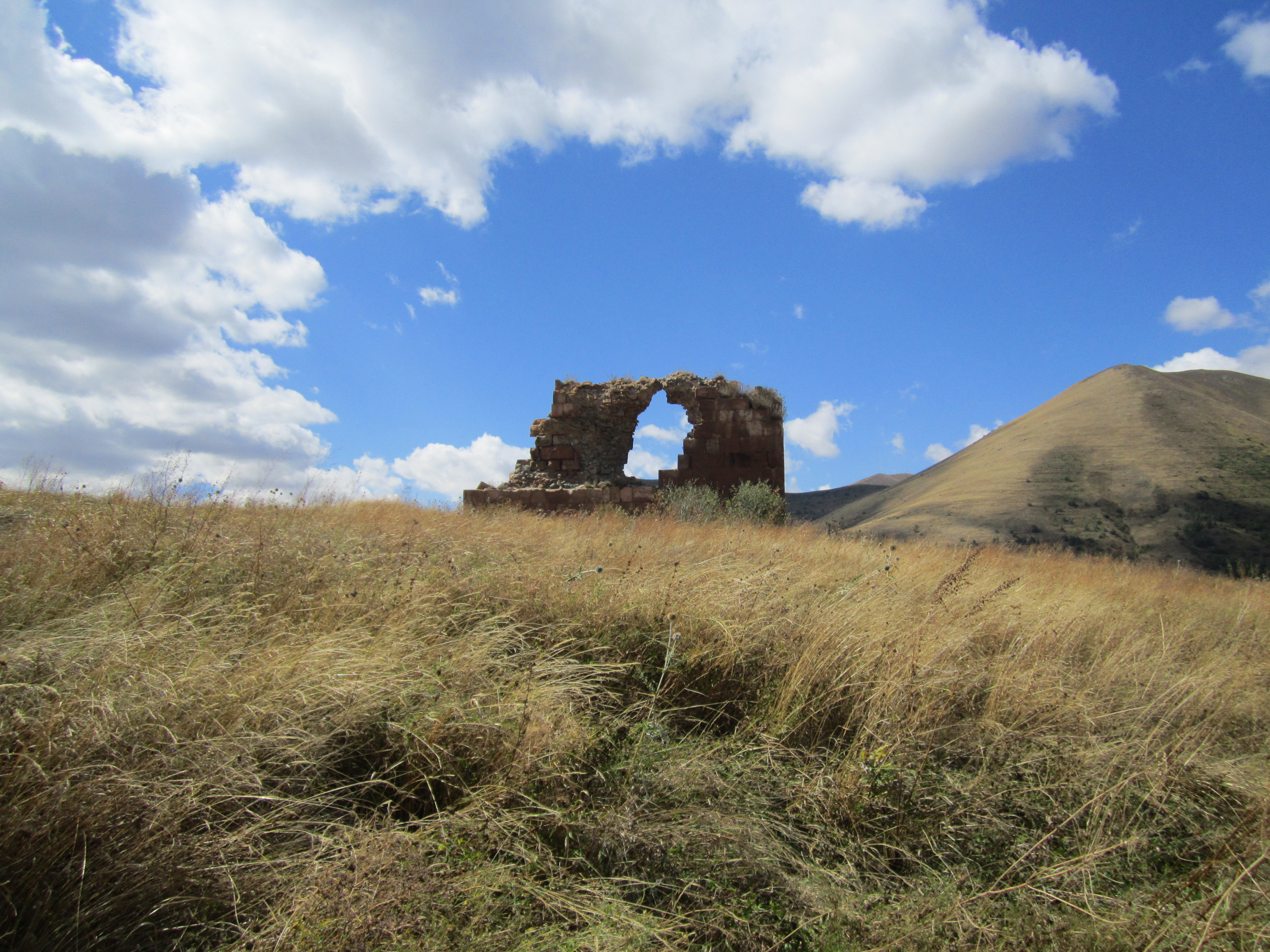